# الحراج (القطن)

'

تعديل مصدري - تعديل

الحراج هي إحدى قرى عزلة القطن بمديرية القطن التابعة لمحافظة حضرموت، بلغ تعداد سكانها 437 نسمة حسب تعداد اليمن لعام 2004.